# Bertus de Harder

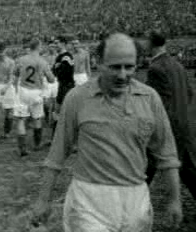
Bertus de Harder (1955)

Johannes Lambertus „Bertus“ de Harder (* 14. Januar 1920 in Den Haag; † 8. Dezember 1982 in Jeumont, Frankreich; in Frankreich auch Berthus de Harder geschrieben) war ein niederländischer Fußballspieler und späterer Trainer. Der Nationalspieler war einer der ersten Niederländer, die als Profifußballer im Ausland spielten. Mit Girondins de Bordeaux wurde er 1950 französischer Meister.

## Vereinskarriere
De Harders Laufbahn begann mit 13 Jahren beim Haager Verein Transvaal, bei dem er gemeinsam mit seinem älteren Bruder Karel spielte. Transvaal gehörte dem Nederlandse Arbeiders Sport Bond, dem Arbeitersportbund an; Grund für den Beitritt zu diesem Verein war für die De-Harder-Brüder jedoch nicht der sozialistische Hintergrund, sondern der geringe Mitgliedsbeitrag. Über Triomph und Wilsonmeters kam er 1937 zum VUC Den Haag. Der Linksaußen machte gleich in seinem ersten Spiel für den Erstligisten auf sich aufmerksam: Gegen Go Ahead erzielte er einen Treffer, bei dem er den gegnerischen Torwart Leo Halle „tunnelte“, der zu der Zeit auch Hüter des Tores der Nationalmannschaft war. Er entwickelte sich zum Goalgetter und erzielte in drei Spielzeiten 46 Tore für VUC. In der Saison 1938/39 war er bester Torschütze der Divisie West 2.
Im Jahre 1944 wurde VUC mit ihm Regionalmeister und erreichte die Endrunde um die niederländische Meisterschaft. Das Hinspiel gegen De Volewijckers aus Amsterdam hatten die Haager 2:0 gewonnen; im Rückspiel gab es jedoch eine herbe 1:5-Niederlage. De Harder wirkte in dem Spiel am 30. April 1944 abwesend. Die Gründe dafür wurden nie wirklich aufgeklärt. Angeblich hatte es zuvor in der Kabine eine Ansprache des Vereinsvorsitzenden an De Harder gegeben, in der es um ein Trinkgelage am Vorabend gegangen sein soll. Auch kamen Gerüchte auf, er habe sich bestechen lassen. Der stille De Harder wusste sich nicht gegen die Angriffe zu wehren, reagierte mit Schmollen und ließ seinen Verein hängen. Im Mai 1945 – vorher durfte es aufgrund des Besatzungsrechts keine Versammlung geben – beschloss der Verein seinen Ausschluss; die Strafe wurde wenig später jedoch in eine zweieinhalbjährige Sperre umgewandelt. Am 20. Januar 1947 kehrte er in die Mannschaft zurück und erzielte alle vier Tore beim 4:0-Sieg gegen Heracles Almelo.
Im Jahr 1949 spielte er mit der B-Nationalmannschaft in Bordeaux gegen die französische B-Auswahl. Dabei fiel er Offiziellen von Girondins auf. Der Verein war gerade wieder in die Division 1 aufgestiegen und machte De Harder ein Vertragsangebot. Schon in seiner ersten Saison wurde „Berthuus“ mit dem Aufsteiger französischer Meister, nicht zuletzt dank der 21 Tore des Niederländers. Wie alle seine Mannschaftskameraden wurde er anschließend Ehrenbürger von Bordeaux.
In der Spielzeit 1951/52 machte er eine schwierige Zeit durch. Seine Frau Maria, die er 1940 geheiratet hatte, starb und hinterließ ihn mit vier minderjährigen Kindern. Doch er fing sich wieder und spielte einen so guten Fußball, dass ihn die Fachzeitschrift L’Équipe zum besten Spieler der Saison ernannte. Außerdem war de Harder in dieser Saison zweitbester Ligatorschütze mit 25 Treffern. In dieser Zeit erhielt er seinen Spitznamen le divin chauve (niederländisch de goddelijke kale, deutsch „der göttliche Glatzkopf“).
Nach fünf erfolgreichen Spielzeiten in Südfrankreich – unter anderem hatte er mit den Girondins 1952 das Pokalfinale erreicht – kehrte er in die Niederlande zurück, wo 1954 endlich das Profitum Einzug gehalten hatte. Er spielte in der Saison 1954/55 für Holland Sport in der höchsten Spielklasse und begann auch die folgende Spielzeit bei diesem Verein. Als er in einem Spiel wegen Schiedsrichterbeleidigung des Platzes verwiesen und erneut gesperrt worden war – er hatte nach einer zweifelhaften Entscheidung dem Schiedsrichter in ironischem Ton bescheinigt, der habe „prima gepfiffen“ – entschloss er sich, nach Bordeaux zurückzukehren. Dort beendete er 1957 seine aktive Laufbahn, in der er für die Girondins in 167 Erstligaspielen 76 Treffer erzielt hat.

## Nationalmannschaft
Schon mit 17 Jahren spielte Harder erstmals in der Oranje Elftal. Am 21. Mai 1938 gab er, ebenso wie Freek van der Veen, in Amsterdam neben gestandenen Nationalspielern wie Puck van Heel, Wim Anderiesen und Frank Wels vor 50.000 Zuschauern sein Debüt. Zwar verloren die Niederlande mit 1:3 gegen Schottland, doch überzeugte seine Leistung die Auswahlkommission, ihn in den Kader für die WM in Frankreich zu berufen. Obwohl das Team im Achtelfinale der WM mit einer 0:3-Niederlage in Le Havre gegen die Tschechoslowakei ausschied, hatte Harder nun einen Stammplatz erobert; bis aufgrund des Kriegs keine Länderspiele mehr gespielt werden konnten, wurde er nur in einem Match nicht eingesetzt. In den neun Spielen traf er dreimal ins Tor; zwei der Treffer markierte er am 21. April 1940 beim 4:2-Sieg gegen Belgien im letzten Länderspiel vor der Besetzung.
Nach dem Krieg durfte er zunächst wegen seiner Vereinssperre, später als Profi in Frankreich nicht mehr in der Auswahl spielen. Erst nachdem er aus Frankreich zurückgekehrt war, kam der mittlerweile 35-Jährige erneut zu drei Einsätzen; sein letztes Spiel machte er am 19. Mai 1955 beim 4:1-Sieg gegen die Schweiz.
Zwei Jahre zuvor war er am Watersnoodwedstrijd, dem inoffiziellen Benefizspiel zugunsten der Opfer der Flutkatastrophe von 1953, beteiligt. Eine Auswahl niederländischer Auslandsprofis, darunter neben de Harder Bram Appel und Rinus Schaap, spielte gegen eine französische Auswahl und gewann 2:1, De Harder und Schaap erzielten die beiden Tore für die Niederlande. Seine durch Weltkrieg, Sperre und Profifußball eingeschränkte Länderspielkarriere steht in keinem Verhältnis zu seinen Fähigkeiten, schreibt Marc Kooijmans.

## Nach der aktiven Zeit
Nach Beendigung seiner Laufbahn als Spieler wurde De Harder in Frankreich Trainer einiger Amateurvereine in Angoulême (1957–60), Jarny, Mulhouse (1962–64), Saint-Louis, Biach und Jeumont. Obwohl er gerne nach Den Haag zurückgegangen wäre, blieb er in Frankreich, da seine zweite Frau Jitske sich dort sehr wohlfühlte. In Jeumont war er zuletzt Verwalter des gemeindlichen Sportparks, als er 1982 mit 62 Jahren nach einem Herzinfarkt starb.

## Palmarès

### Mannschaftserfolge

#### Im Verein
- Französischer Meister: 1950 (mit Girondins de Bordeaux)
- Finalist Coupe Latine: 1950 (mit Bordeaux)
- Französischer Pokalfinalist: 1952 (mit Bordeaux)
- Meister der Divisie West 2: 1944 (mit VUC Den Haag)

#### Mit der Nationalmannschaft
- 12 A-Länderspiele (3 Tore)[7]
- WM-Teilnehmer 1938

### Persönliche Erfolge
- Bester Spieler der französischen Meisterschaft: 1952/53
- Bester Torschütze von Girondins de Bordeaux: 1949/50 mit 21 Toren, 1951/52 mit 25 Toren
- Bester Torschütze der Divisie West 2: 1938/39
- Ehrenbürger der Stadt Bordeaux: 1950